# Blijnii Hutor, Stînga Nistrului
Blijnii Hutor este un sat din Unitățile Administrativ-Teritoriale din Stînga Nistrului (Transnistria), Republica Moldova.
Conform recensământului din anul 2004, populația localității era de 7.291 locuitori, dintre care 720 (9.87%) moldoveni (români), 4.687 (64.28%) ucraineni si 1.507 (20.66%) ruși.